# Mikata-Kaminaka-gun
Mikatakaminaka (jap. 三方上中郡, -gun) ist ein Landkreis in der Präfektur Fukui in Japan. 
Der Landkreis Mikatakaminaka hat 16.782 Einwohner. Die Fläche beträgt 178,65 km² und die Einwohnerdichte liegt bei 94 Personen/km². (Stand: 2005)